# Cyrtodactylus phuquocensis
Cyrtodactylus phuquocensis es una especie de gecos de la familia Gekkonidae.

## Distribución geográfica
Es endémica de la isla Phú Quốc, en la costa sudoeste de Vietnam.